# Winding Roads
Pour plus de détails, voir Fiche technique et Distribution.
Winding Roads est un film américain réalisé par Theodore Melfi, sorti en 1999.

## Synopsis
Trois meilleures amies traversent les méandres de leurs vies amoureuses respectives.

## Fiche technique
- Titre : Winding Roads
- Réalisation : Theodore Melfi
- Scénario : Theodore Melfi et Kimberly Quinn
- Musique : Brahm Wenger
- Photographie : Bryan Godwin
- Montage : Vaughn Juares
- Production : Bryan Godwin et Theodore Melfi
- Société de production : Goldenlight Films
- Pays :  États-Unis
- Genre : Drame
- Durée : 90 minutes
- Dates de sortie : 
  -  États-Unis : 8 octobre 1999

## Distribution
- Kimberly Quinn : Rene Taylor
- Katrina Holden Bronson : Samantha Stafford
- Rachel Hunter : Kelly Simons
- James Marsters : Billy Johnson
- Adam Scott : Brian Calhoun
- Michael Weatherly : Mick Simons
- Carlos Gómez : Jesus
- Jennifer Darling : Pat Riddle
- Joseph Whipp : Larry Riddle
- Brian Clark : Paul Taylor
- Mary Anne McGarry : Carol Taylor
- Jeanie Morris : Ann Johnson
- Sammy Shore : Manny
- Jonathan Mallen : Jeff
- Rachel Motley : Theodore Simons
- Steve Cox : Roger
- Jason Askinosie : Danny
- Rob Lowe : un invité à la fête

## Distinctions
Le film a été présenté au Festival du film d'Austin.

## Diffusion
Le film a eu sa première diffusion télévisée sur la chaîne Showtime sur laquelle il a connu de nombreuses rediffusions.